# Канадский янтарь
Канадский янтарь (англ. Canadian amber) — разновидность ископаемой смолы, которая встречается на территории канадских провинций Манитоба и Альберта. Образовался во второй половине мелового периода (кампанский ярус). Источником смолы были вымершие хвойные деревья Parataxodium из семейства кипарисовых. Впервые янтарь был открыт в конце XIX века, его предполагалось использовать для производства лака, однако этот проект так и не был реализован. Из канадского янтаря было описано несколько десятков видов насекомых.